# Bois de Vincennes
Le bois de Vincennes est un bois situé dans le 12e arrondissement de Paris. Avec une superficie de 995 hectares, dont plus de la moitié boisée, c'est le premier espace vert parisien, devant le bois de Boulogne à l'ouest de la capitale. De nombreuses infrastructures occupent le site, limitrophe de la commune de Vincennes.

## Géographie

### Localisation
Le bois de Vincennes est situé immédiatement dans l'est de Paris intra-muros et en forme une excroissance non urbanisée, séparée du reste du 12e arrondissement par la tranchée du boulevard périphérique.
Le bois occupe un plateau légèrement en surplomb au nord de la confluence de la Seine et de la Marne. Principalement boisé, il comporte également quelques pelouses, ainsi que quatre lacs reliés entre eux par un système de ruisseaux.
La ville de Vincennes, située sur sa limite nord, a pris le nom du bois lors de son érection en commune après la Révolution française.

### Communes riveraines
Hormis Paris, sept communes limitrophes sont situées sur le pourtour du bois de Vincennes. En partant de Paris, située à l'ouest du parc, et dans le sens des aiguilles d'une montre, se trouvent Saint-Mandé, Vincennes, Fontenay-sous-Bois, Nogent-sur-Marne, Joinville-le-Pont, Saint-Maurice et Charenton-le-Pont.

### Dimensions
Avec une superficie de 9,95 km2, le bois de Vincennes est le plus grand espace vert parisien, légèrement plus grand que son pendant de l'ouest parisien, le bois de Boulogne (8,46 km2). De fait, il compte pour près de 10 % dans la superficie totale de la commune de Paris et est presque aussi grand que la totalité des arrondissements du centre de la capitale (du 1er au 6e). Par comparaison, Central Park à New York ne mesure que 3,41 km2, Richmond Park, le plus grand parc de Londres, 9,55 km2, et Griffith Park, le plus grand parc municipal du monde à Los Angeles, 17 km2. Le bois de Vincennes reste nettement plus petit que les grandes forêts de la région parisienne, d'autant que seuls 500 hectares sont réellement boisés.
Dans sa plus grande dimension est-ouest, le bois de Vincennes approche les 5 km. Du nord au sud, il mesure environ 3 km.

### Réseau hydraulique

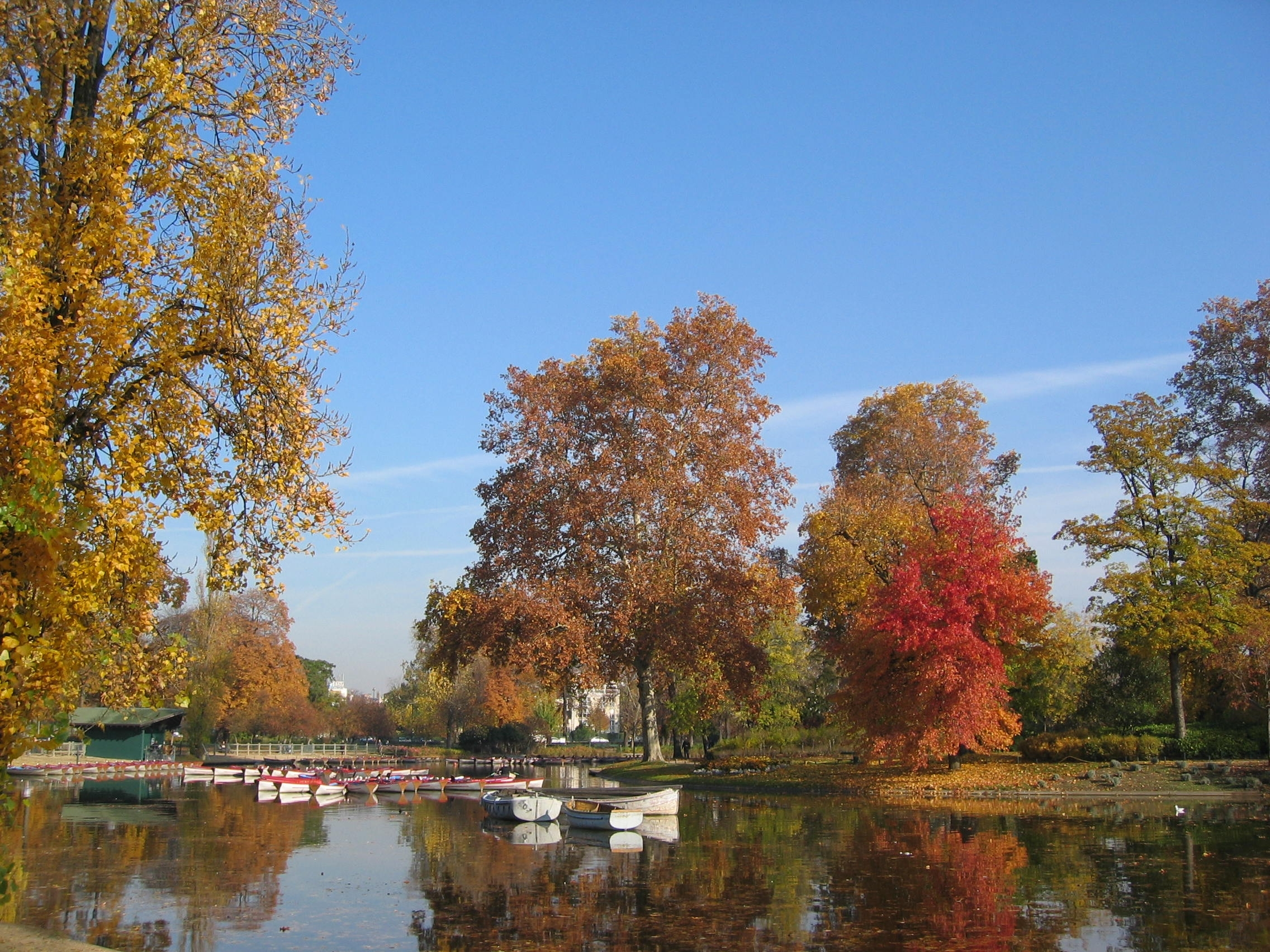
Le lac Daumesnil en automne.

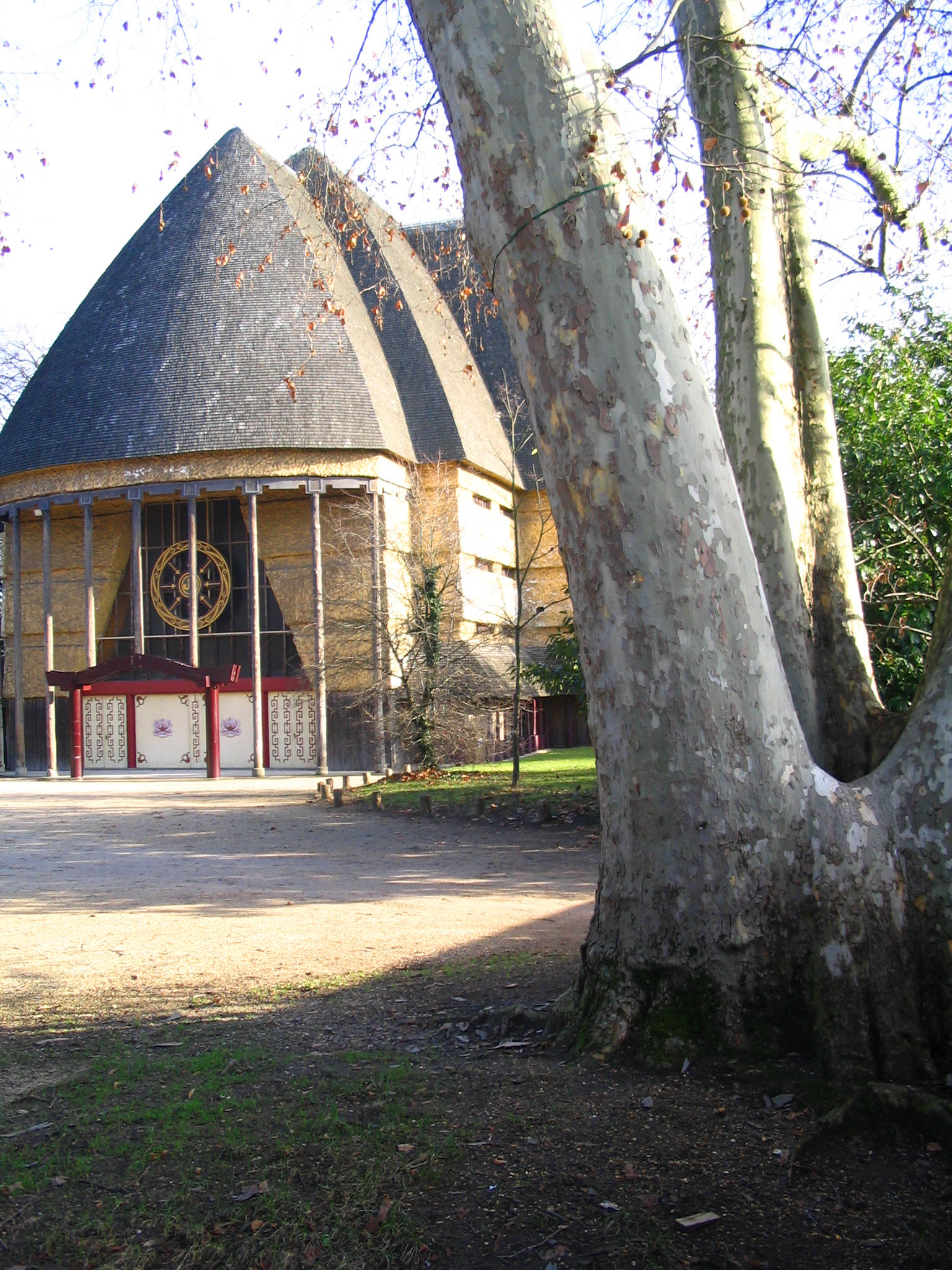
La pagode de Vincennes, près du lac Daumesnil.

Le bois de Vincennes comporte quatre lacs, alimentés par un réseau de ruisseaux :
- le lac de Gravelle, situé au sud-est, alimenté par une station de pompage des eaux de la Marne à Joinville à l'origine, actuellement par les eaux de la Seine, sert de réserve pour les autres lacs par l'intermédiaire de ruisseaux ;
- le lac des Minimes, au nord-est, alimenté par la rivière de Joinville, comporte trois îles, dont celle de la porte Jaune ;
- le lac Daumesnil, le plus grand, alimenté par le ruisseau de Gravelle, est situé à l’extrémité ouest du bois. Il comporte par ailleurs deux îles, l’île de Reuilly et l’île de Bercy, accessibles par des ponts. Près de ses berges se trouvent la pagode de Vincennes et le temple bouddhiste tibétain de Kagyu-Dzong ;
- le lac de Saint-Mandé, au nord-ouest, également alimenté par le ruisseau de Gravelle.

Établi sur un plateau sablonneux, le bois ne comportait à l’origine aucun réseau hydraulique, hormis le lac de Saint-Mandé, comblé au XVIIIe siècle et dégagé lors des travaux d’aménagement du bois.

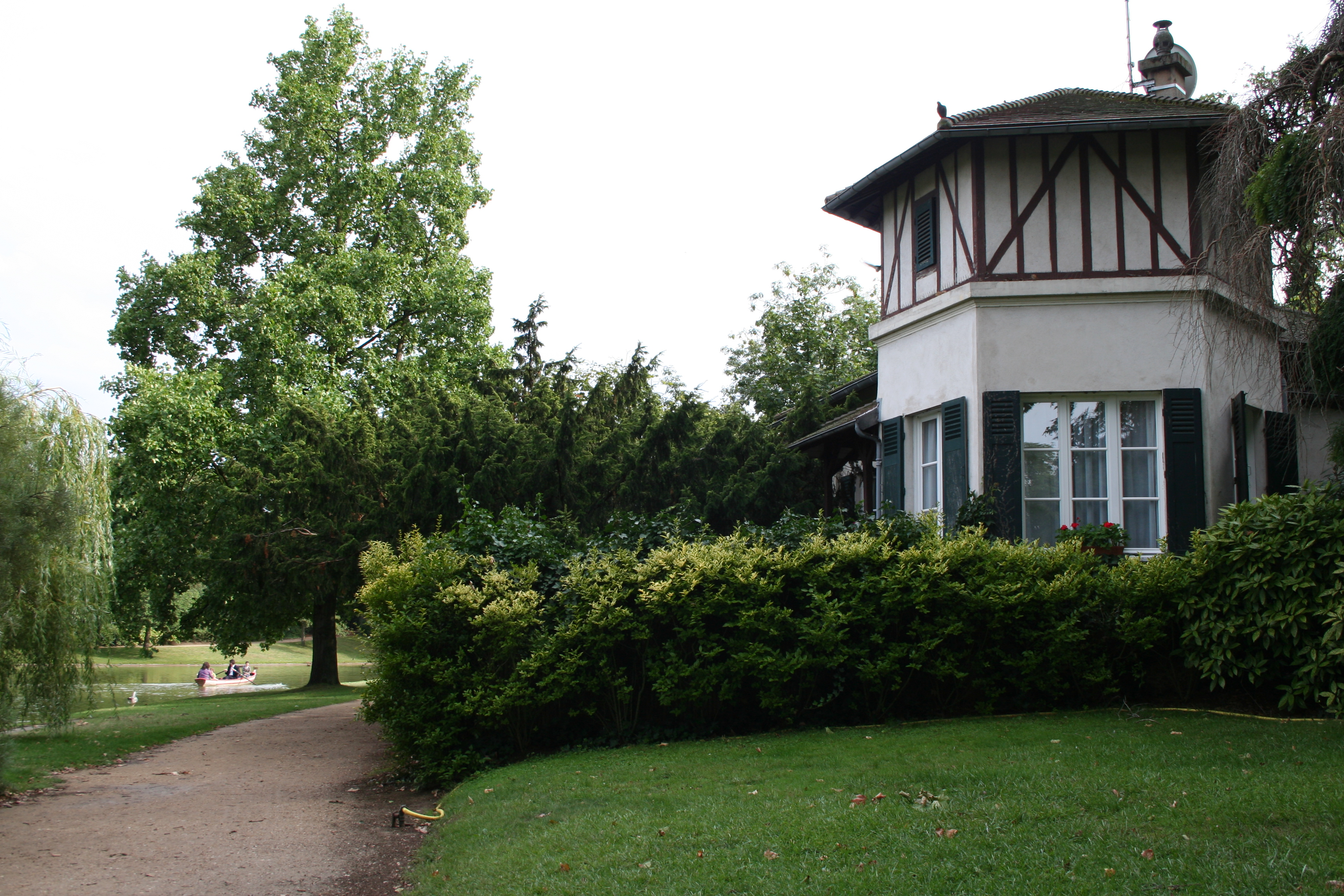
L’île de Bercy du lac Daumesnil.

Les lacs et les ruisseaux sont artificiels, creusés sous la direction de Adolphe Alphand lors de la création du bois. Leur fond est cimenté afin d’en assurer l’étanchéité (initialement, il était enduit de marne).
Le lac de Gravelle est situé sur le point le plus élevé du plateau et irrigue les trois autres lacs. Il est alimenté par la Seine à travers l’eau non potable de l'usine de pompage d'Austerlitz,. À l'origine, il pompait les eaux de la Marne, 35 m en contrebas, grâce à une station de pompage entraînée par le fleuve.
Le lac de Saint-Mandé était initialement séparé du réseau et alimenté par le ru de Montreuil-sous-Bois, ruisseau descendant du plateau de Montreuil. Il ne tarda pas à dégager une odeur pestilentielle, soulevant les protestations des habitants ; Alphand le relia finalement au réseau du lac de Gravelle.

## Historique

### Chasses royales
Le bois de Vincennes est un reste de la forêt qui recouvrait les environs de Paris dans l’Antiquité. Au XIe siècle, c’est un bois proche de la confluence de la Marne et de la Seine, impropre à la culture.
Le document le plus ancien mentionnant la forêt de Vincennes est la confirmation par Charles le Chauve d'un échange entre l'évêque de Paris et l'abbé de Saint-Maur date de 848. Tous ceux postérieurs à 980 indiquent le bois comme propriété royale sans qu'on connaisse les circonstances de son entrée dans le domaine royal.
Lorsque Hugues Capet fixe sa résidence sur l’île de la Cité, il devient son terrain de chasse. Il demeure par la suite à l'usage exclusif des rois de France.
En 1183, sous Philippe Auguste, il est enclos par une enceinte de douze kilomètres de long. Le Bois reste entouré d'un mur pendant six siècles jusqu'à sa suppression sous le Second Empire lors de son aménagement par Alphand. Le parc est ensuite agrandi par acquisitions de terres labourées et de vignes de 215 arpents (environ 100 hectares) en 1274 à l'ouest et au sud à l'emplacement des actuelles communes de Saint-Mandé et de Saint-Maurice, en 1375 à l'est jusqu'à la Marne et de 21 hectares au sud-est vers Saint-Maur. Une nouvelle clôture est construite autour de cet agrandissement.
Plusieurs manoirs royaux, comme le château de Vincennes, sont construits à proximité. Selon la légende, c'est dans ce bois que Saint Louis rend la justice sous un chêne.

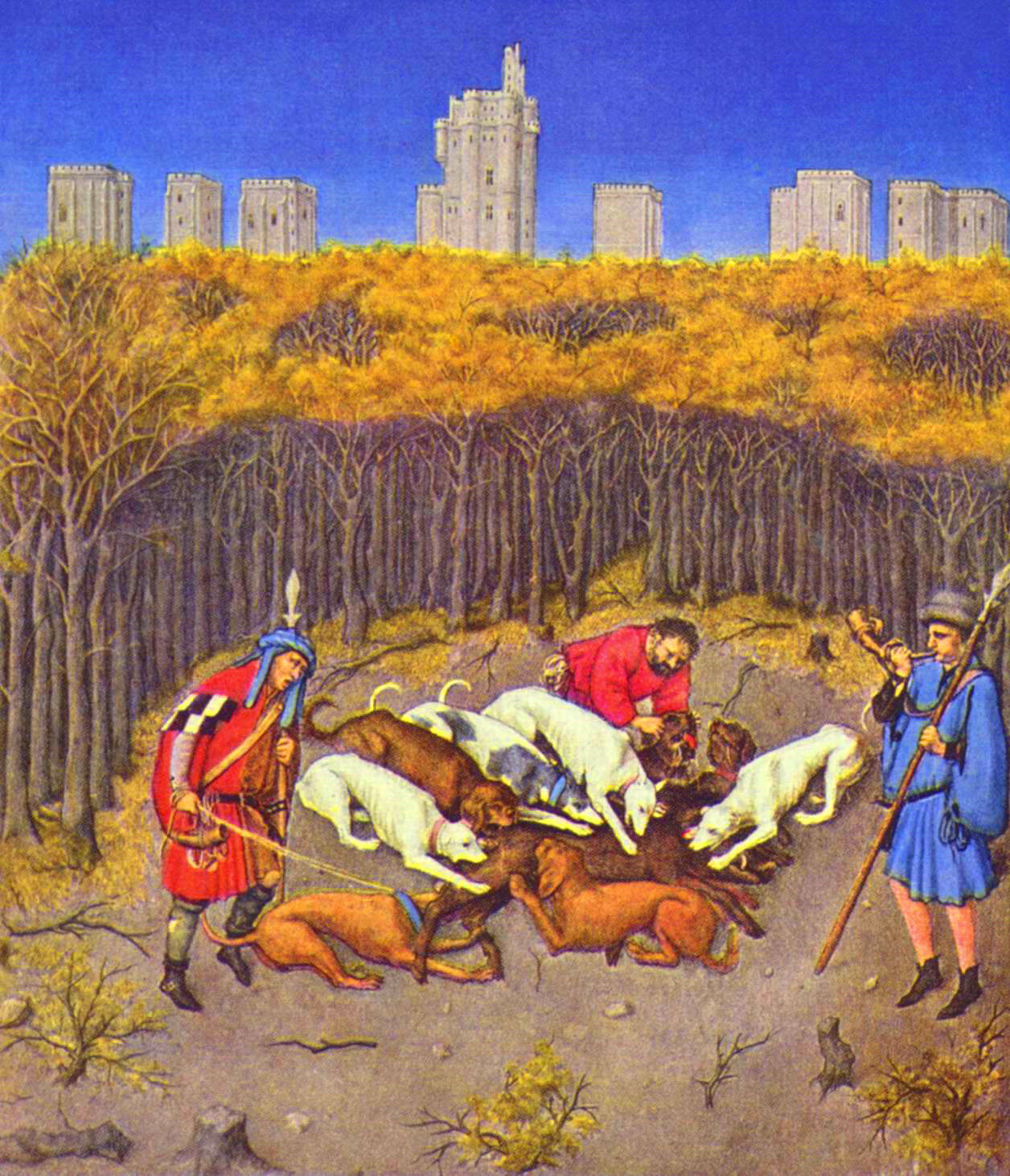
Miniature des Très Riches Heures du duc de Berry montrant le bois et le château de Vincennes[5].
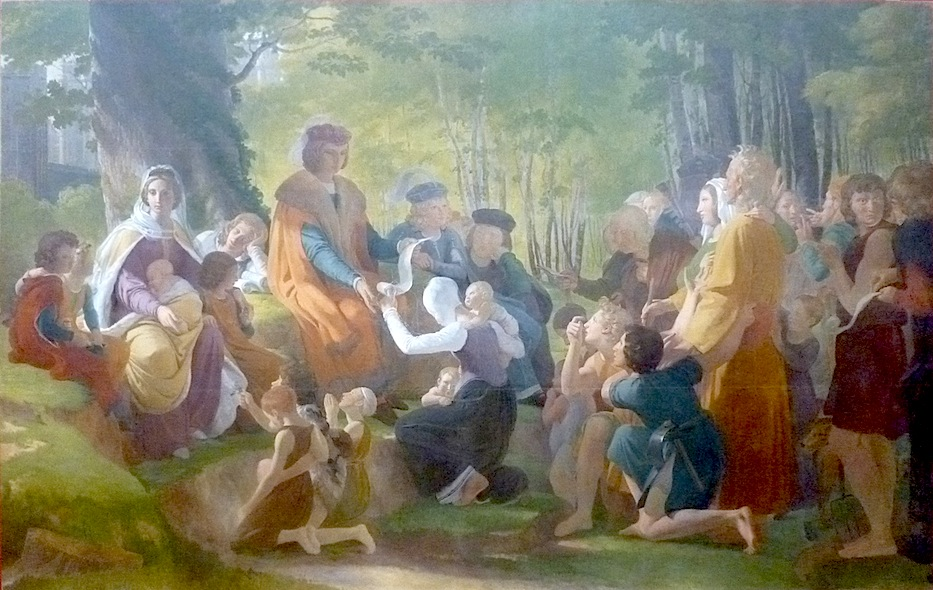
Saint Louis rendant la justice sous le chêne de Vincennes, tableau de Pierre-Narcisse Guérin (1816).
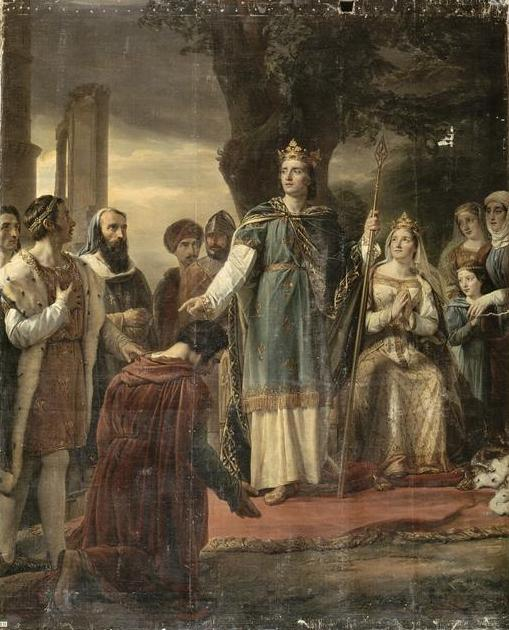
Saint Louis rendant la justice sous le chêne de Vincennes, tableau de Georges Rouget (1826).

Louis XIV qui fréquente le bois au début de son règne pour des parties de chasses ou des messes au couvent des Minimes décide de l'agrandir en 1659 par acquisitions de terres agricoles au sud (principalement sur le territoire de Saint-Maurice cette partie étant dénommée le « faux parc ») et à l'est et une nouvelle enceinte est construite en 1667 de Saint-Maur à la demi-lune de Saint-Mandé entourant les surfaces nouvellement acquises.
Une ménagerie et une grande ferme, « le Petit parc », sont installées à l'ouest du château de Vincennes.
Après cet agrandissement le parc comprenait 5 enceintes qui entouraient
- l'ancien parc avant agrandissement ;
- les terres acquises au sud, « faux parc » ;
- la garenne au nord-ouest ;
- le Petit Parc contigu au château à l'ouest de celui-ci ;
- le parc de Beauté (emplacement de l'ancien château de Beauté) au nord-est.

On y entrait par 7 portes dotées chacune d'une maison de garde :
- porte de Vincennes près du château à l'extrémité de la voie tracée au départ de la place du Trône ;
- porte de Fontenay au nord à l'emplacement de l'actuelle place Moreau David à Fontenay-sous-Bois ;
- porte de Nogent à l'emplacement de l'actuelle place du Général-Leclerc à Nogent-sur-Marne ;
- porte de Saint-Maur à l'emplacement de l'actuelle rue Jean-Mermoz à Joinville-le-Pont près du pont ;
- porte de Charenton, approximativement à l'angle de l'actuelle avenue de Gravelle et de la rue du Val d'Osne à Saint-Maurice ;
- porte de Saint-Mandé à l'emplacement de l'actuelle avenue de la Pelouse à Saint-Mandé ;
- porte de Bel Air, au croisement de la chaussée de l'Étang, des actuelles avenues de Liège et de Bel Air donnant accès à la Ménagerie[6].

Une chaussée bordée dune double rangée d'ormes aboutissant à l'Arc-de-Triomphe du Trône est créée, actuelle avenue de Paris, avenue de la Porte-de-Vincennes et cours de Vincennes.

### La renaissance du bois
Abandonné ensuite par Louis XIV au profit de Versailles, le bois qui était en grande partie devenu une friche est réaménagé de 1731 à 1739 d'après un projet de Robert de Cotte. La partie de l'ancienne enceinte clôturant le bois avant les agrandissements de 1659 (à la limite nord du « faux parc ») est détruite en 1731, ne laissant que celle englobant le nouveau périmètre; et un réseau de seize avenues autour de carrefours en étoile est tracé. Ces avenues existent encore pour la plupart, notamment l'allée Royale , la route Dauphine, la route de Bourbon ou la route de la Pyramide (celle-ci devenue un axe ouvert à la circulation) après la reconstitution de la partie du réseau dans les années 1980 après le départ de l'armée qui l'avait fait disparaître. Le parc est entièrement replanté, la surface boisée passant de 47 hectares à 444 hectares. Pour protéger les plantations, son accès contrôlé par des portes fermées la nuit est interdit aux intrus, charrettes, personnes à pied ou à cheval, y compris aux habitants des villages voisins et la chasse est interdite plusieurs années.
Une grande terrasse bordée d'une avenue de 80 mètres de large dominant la vallée de la Marne, surplombant de 30 mètres le village de Saint-Maurice est créée en 1740.
Ce reboisement est rappelé par un obélisque ou pyramide installé en 1734 au carrefour de la Pyramide.
Le parc est ouvert au public à partir du milieu du XVIIIe siècle et devient un lieu de promenade apprécié avec ouverture de bals et de guinguettes.
Un terrain de 16 hectares au nord du parc, « le clos d'Orléans », à un emplacement situé actuellement entre la rue du Clos-d’Orléans, la rue de Joinville à Fontenay-sous-Bois, la rue de Fontenay à Joinville et la ligne du RER A, est concédé en 1780 au duc d'Orléans pour organiser des courses de chevaux. Une écurie, une sellerie et des tribunes furent édifiées dans ce terrain clos de murs où la plupart des arbres avaient été abattus.

Reboisement du parc en 1731
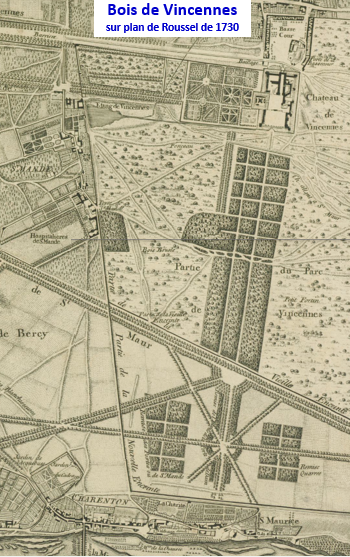
Avant reboisement (partie ouest du parc). La partie boisée se limite pratiquement à l'emplacement de l'allée Royale tracée après 1731.
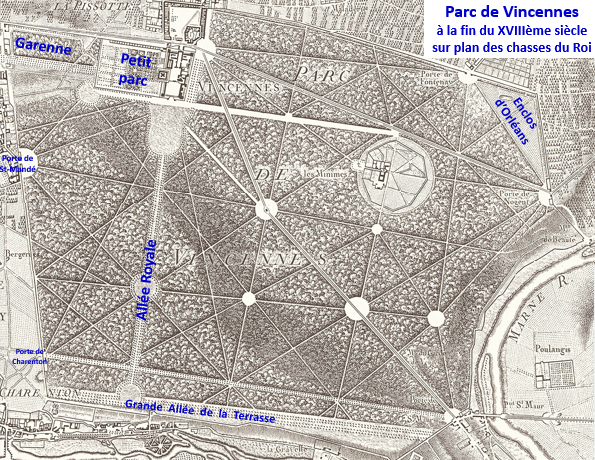
Ensemble du parc après reboisement et réseau d'allées forestières.
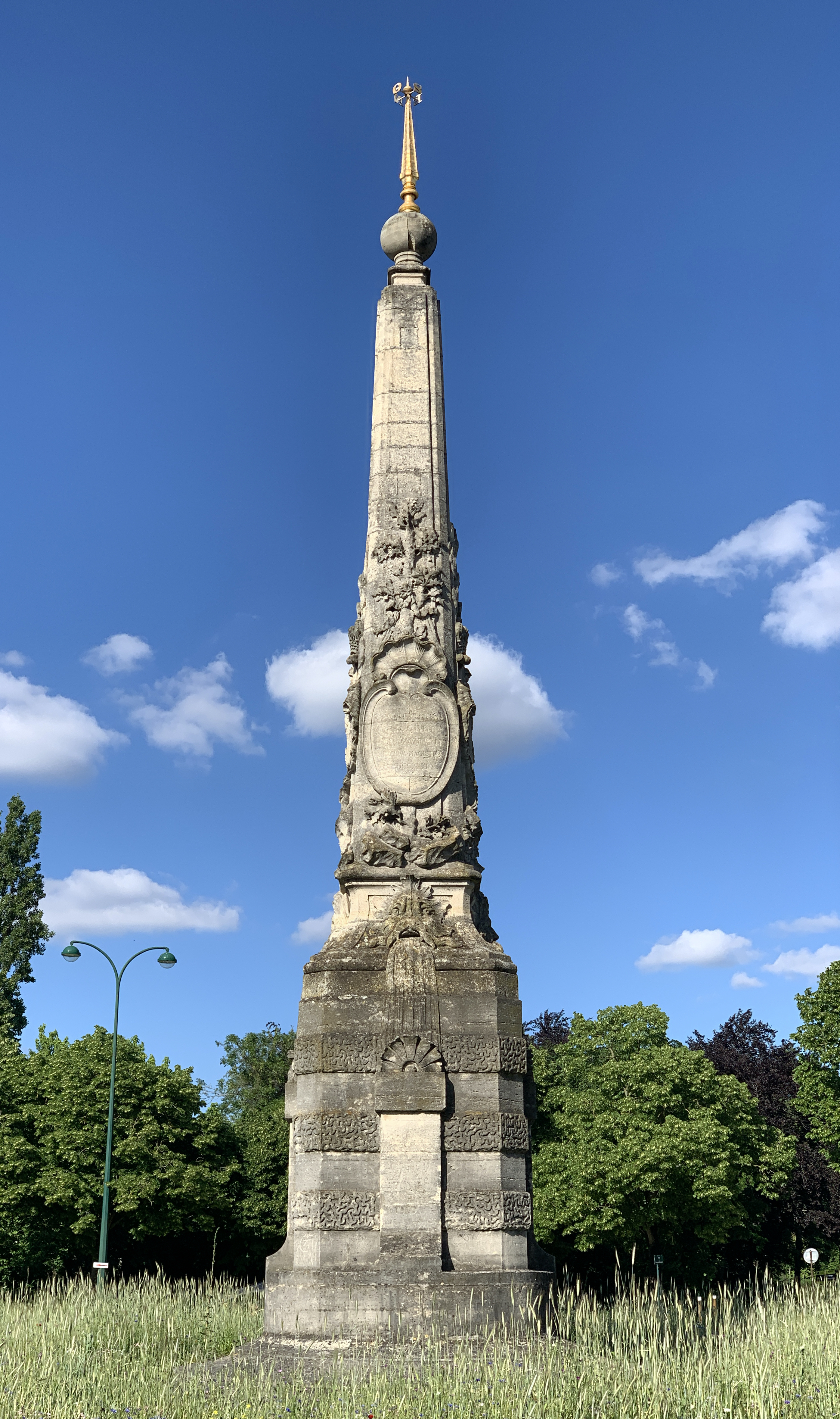
Pyramide rappelant le reboisement.

### La Révolution et l'Empire
Des dépendances du bois sont vendues comme biens nationaux, les 17 hectares du Petit parc et l'enclos des Minimes en 1796, le clos d'Orléans en 1803 mais le bois fut déclaré bien inaliénable en tant que « ci-devant domaine de la Couronne » par une loi du 29 septembre 1791.
Un polygone de tir est installé en 1791 sur l'allée royale, qui est la première partie de l'immense polygone militaire qui s'étend sur la partie centrale du bois, défrichée par l'armée pendant la monarchie de Juillet, le Second Empire et la IIIème République.
En 1808, Napoléon Ier décide que le château de Vincennes serait un arsenal et Vincennes devient une place militaire importante avec une garnison de 1200 hommes de la garde impériale.
Le bois est endommagé en 1789 et 1790 par les coupes des habitants des villages environnants puis lors du siège de Paris de 1814 et par les armées alliées en 1815.

### La Restauration
En 1816, le parc peu entretenu est sinistré.
Louis XVIII s'efforce de le reconstituer tel qu'il existait avant la Révolution. Des arbres sont replantés, des gardes forestiers sont recrutés et le parc connaît un renouveau.

### Monarchie de Juillet
Le polygone de tir est décalé en 1838 à l'est, car l'axe de projection sud-est aboutissait sur l'hôpital Esquirol qui venait d'être construit. Le domaine militaire est étendu et la butte aux canons devient la nouvelle mire.
Un programme de fortification de Paris est lancé en 1840, comprenant la construction du Fort neuf, des redoutes de Gravelle et de la Faisanderie.

### Second Empire. Aménagement en parc public
En 1855, Napoléon III étend le domaine militaire à l'est du polygone de tir de l'artillerie en rasant 110 hectares de bois, ce qui supprime les allées forestières au centre du bois. Des buttes de tir pour l'infanterie y sont créées.
Vincennes devient une ville de garnison avec 5 600 hommes en 1856, plus que la ville de Vincennes qui ne compte que 5 245 habitants à cette date. Le bois est surnommé « canonville » par les Parisiens.
Entre 1855 et 1866, le bois de Vincennes est aménagé par Adolphe Alphand et Jean-Pierre Barillet-Deschamps, afin de devenir le contrepoint du bois de Boulogne, situé à l'ouest de Paris, et à fournir

« conformément aux dessins généreux de l'Empereur, pour les populations laborieuses de l'Est parisien et des ouvriers du faubourg Saint-Antoine une promenade équivalant à celle dont venaient d'être dotés à l'ouest les quartiers riches, élégants de notre capitale. »

— Haussmann
Trois chantiers financés sur la liste civile de l'Empereur sont entrepris de 1858 à 1860, en commençant par le creusement du lac des Minimes à la place de l'enclos et des bâtiments de l'ancien couvent éponyme, qui disparaît.
La ville de Paris est ensuite mise à contribution. Le bois de Vincennes lui est concédé en propriété en 1860. Mais il reste administrativement sur les communes de Vincennes, Fontenay-sous-Bois, Nogent-sur-Marne, Joinville-le-Pont, Saint-Maurice, Saint-Mandé et Charenton-le-Pont. Il n'est officiellement rattaché au 12e arrondissement que par les décrets du 18 avril 1929 (un par commune).
En 1861, la Ville de Paris acquiert 175 hectares de terrain pour étendre le parc public à l'ouest et au sud-est :
- 160 hectares de la plaine de Bercy au sud-ouest sur le territoire de la commune de Charenton-le-Pont entre la rue de Paris et les terrains de l'ancien parc du château de Saint-Mandé. Ce territoire comprenait une partie du parc du château de Bercy vendue par son dernier propriétaire le Comte de Gabriel de Nicolaï. Le bois n'est aménagé que jusqu'à l'avenue de Gravelle, les terrains entre cette avenue et la rue de Paris étant rétrocédés à la ville de Charenton le 28 mars 1888, et lotis au cours des années suivantes. Cette partie reste administrativement rattachée à la commune de Charenton après 1929[20]. Une partie des terrains acquis à Saint-Mandé est également lotie (actuellement quartier résidentiel autour l'avenue Saint-Mandé).
- 15 hectares sont également acquis au sud-est entre l'avenue de Gravelle et la rue du Maréchal-Leclerc[21].

Le parc est par ailleurs amputé d'une surface équivalente comprenant :
- 16 hectares au nord-ouest à Saint-Mandé en 1855 pour la construction d'un hôpital militaire, l'actuel hôpital Bégin, à l'emplacement de l'ancienne garenne du parc, le parc à fourrp d' de l'armée étant déplacé à l'ouest entre la voie de chemin de fer et la route de la Tourelle[22]
- 16 hectares au sud-ouest à Saint-Maurice en 1855 pour la construction d'un hôpital destiné aux accidentés du travail et victimes de maladies professionnelles.
- 50 hectares acquis par la Compagnie des chemins de fer de l'Est en 1857 pour la construction de la ligne de Vincennes, en une bande sur le pourtour à Vincennes et Fontenay-sous-Bois et Joinville, plus largement à Saint-Mandé et surtout à Nogent-sur-Marne. Dans ce dernier, la compagnie acquiert les terrains du parc de Beauté à l'emplacement de l'ancien château de Beauté pour établir un dépôt de locomotives.̈
- 120 hectares de terrain vendus à partir de 1859 sur le pourtour du Bois à Saint-Maurice, Saint-Mandé, Vincennes, Fontenay-sous-Bois et Nogent-sur-Marne pour compenser le coût de l'agrandissement et des travaux d'aménagement par des lotissements destinés à accueillir des maisons résidentielles. Les acquéreurs étaient soumis à un cahier des charges rigoureux, imposant la clôture des grilles par un modèle uniforme en fer forgé sur un socle en pierre de taille; et interdisant la création de tout commerce, industrie, hôtel. Les terrains se vendirent lentement en raison des nuisances des tirs d'artillerie et de l'absence de travaux d'assainissement prévus par la Ville de Paris, ceux-ci étant à la charge des acquéreurs. Le produit de cette vente n'a pas couvert le coût des expropriations des terrains à l'ouest et au sud-est, s'élevant à 16 000 000 F, sans même tenir compte des travaux[3]. Par la suite, cette partie retranchée du bois qui s'étend principalement à Vincennes et Fontenay-sous-Bois entre le bois et la ligne du RER A est devenue un secteur résidentiel avec des belles maisons, certaines remplacées par des immeubles de standing, la plupart des terrains restant bordés par les grilles d'origine.

Le parc est dessiné dans le style des jardins anglais avec la plantation de diverses espèces d'arbres et le creusement d'un réseau de lacs et de rivières. Il complète, avec les parcs des Buttes-Chaumont et Montsouris, le maillage des parcs prévus par Alphand aux quatre points cardinaux de la capitale.
Le bois est parsemé d'édifices pittoresques : ponts, cascades artificielles, kiosques et restaurants. Alphand a l'idée de céder les concessions pour l'exploitation commerciale, les preneurs s'engageant à financer les constructions et à rétrocéder à terme les bâtiments à l'État. Cette méthode novatrice entraîne l'apparition des chalets restaurants de la porte Jaune, du lac de Saint-Mandé ou du lac de Gravelle.
Le mur entourant le Bois est supprimé et son accès est amélioré par la création de l'avenue Daumesnil et l'ouverture de la ligne de Vincennes qui dessert plusieurs stations sur son pourtour nord et nord-est.
Cependant, les deux parties boisées, 328 hectares au total, restent séparées par une vaste plaine défrichée utilisée par l'armée.

Transformations des années 1840 et du Second Empire
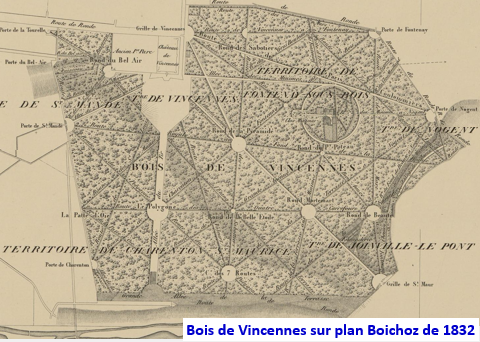
En 1832, l'utilisation militaire est limitée à l'esplanade et au champ de tir de l'allée royale.
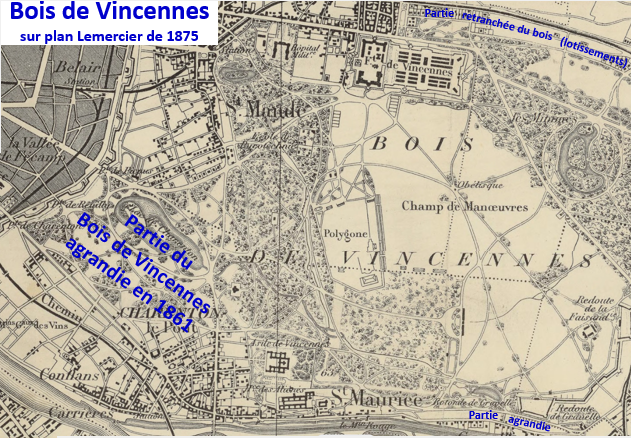
En 1875, le bois est agrandi à l'ouest, un champ de manœuvres s'étend au centre, des fortifications sont établies et des terrains sont lotis sur le pourtour.

### LaIIIeRépublique
Le bois est encore fortement affecté en 1870 et 1871 par la destruction de plantations devant l'enceinte fortifiée de Paris et entre Nogent et Joinville puis par des coupes de bois pour le chauffage des troupes stationnées et des Parisiens pendant le siège de Paris et la Commune.
Après le départ des Allemands, des replantations sont effectuées mais les servitudes militaires s’accroissent au cours de la période suivante. Le polygone de tir est agrandi de 8 hectares en 1873, la Cartoucherie est installée en 1894 sur un terrain de 22 hectares et la caserne Carnot est construite en 1892 devant l’esplanade du château. La surface occupée par l’armée atteint son apogée avec 350 hectares au cours de la Première Guerre mondiale. Un champ d’aviation s’y installe de 1925 à 1937.
La plupart des épreuves des Jeux olympiques d'été de 1900 sont disputées dans le bois de Vincennes, lequel est officiellement incorporé à Paris en 1929, le château revenant en 1934 à la commune de Vincennes. L'Exposition coloniale internationale de 1931 est en partie édifiée dans le bois de Vincennes et permet notamment la construction du Palais de la Porte Dorée et du zoo de Vincennes.
Le cours des Maréchaux est ouvert en 1931 entre le Fort Neuf et le château.
La ville de Paris aménage les voies de circulation du bois depuis 1930.

Vers 1950 avant le départ de l’armée
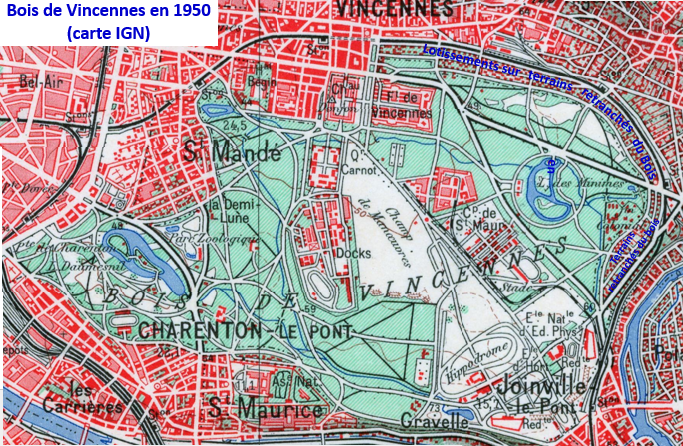
En 1950, nombreuses constructions militaires établies sous la IIIe République, Cartoucherie, quartier Carnot, bâtiments devant cette caserne

### Époque contemporaine
La démilitarisation progressive du bois fait suite à une convention signée en 1947 entre le ministère des Armées et la Ville de Paris. La Cartoucherie devient un théâtre et les 30 hectares du parc floral sont inaugurés en 1969. L'occupation de l'armée se limite actuellement au Fort neuf et au quartier Carnot.
Dans le parc, en 1960, a lieu le serment de Vincennes.
Les anciennes emprises militaires sont utilisées pour des activités diverses. Principalement terrains de sport sur la partie centrale du Bois couvrant le tiers de sa surface, séparant les deux parties boisées de l'ouest et du nord-est.
L'université de Paris VIII est ouverte en février 1969. Les bâtiments sont détruits en 1978 lors du transfert à Saint-Denis et les terrains de 4 hectares rendus à la Ville de Paris.
En 1973, la construction de l'autoroute A4 supprime la redoute de la Faisanderie et ampute le bois d'une dizaine d'hectares.
Les allées supprimées lors du défrichement de la partie centrale du parc sont retracées dans les années 1980 et les environs de l'allée royale sont reboisés. La partie de l'ancienne zone militaire comprise entre la route du Champ-de-Manœuvre, l'avenue du Tremblay, la route de la Ferme et la route Dauphine est occupée par diverses installations, principalement sportives.
Au total la surface boisée de 345 hectares sur un total de 995 hectares n'excède que de 17 hectares celle de 1868, soit le solde entre les replantations autour de l'Allée Royale et les amputations de l'autoroute A4.
27 kilomètres de routes sont fermées à la circulation automobile et réservées à la promenade des piétons et cyclistes en 1995 et le périmètre des zones piétonnes est agrandi.

## Administration

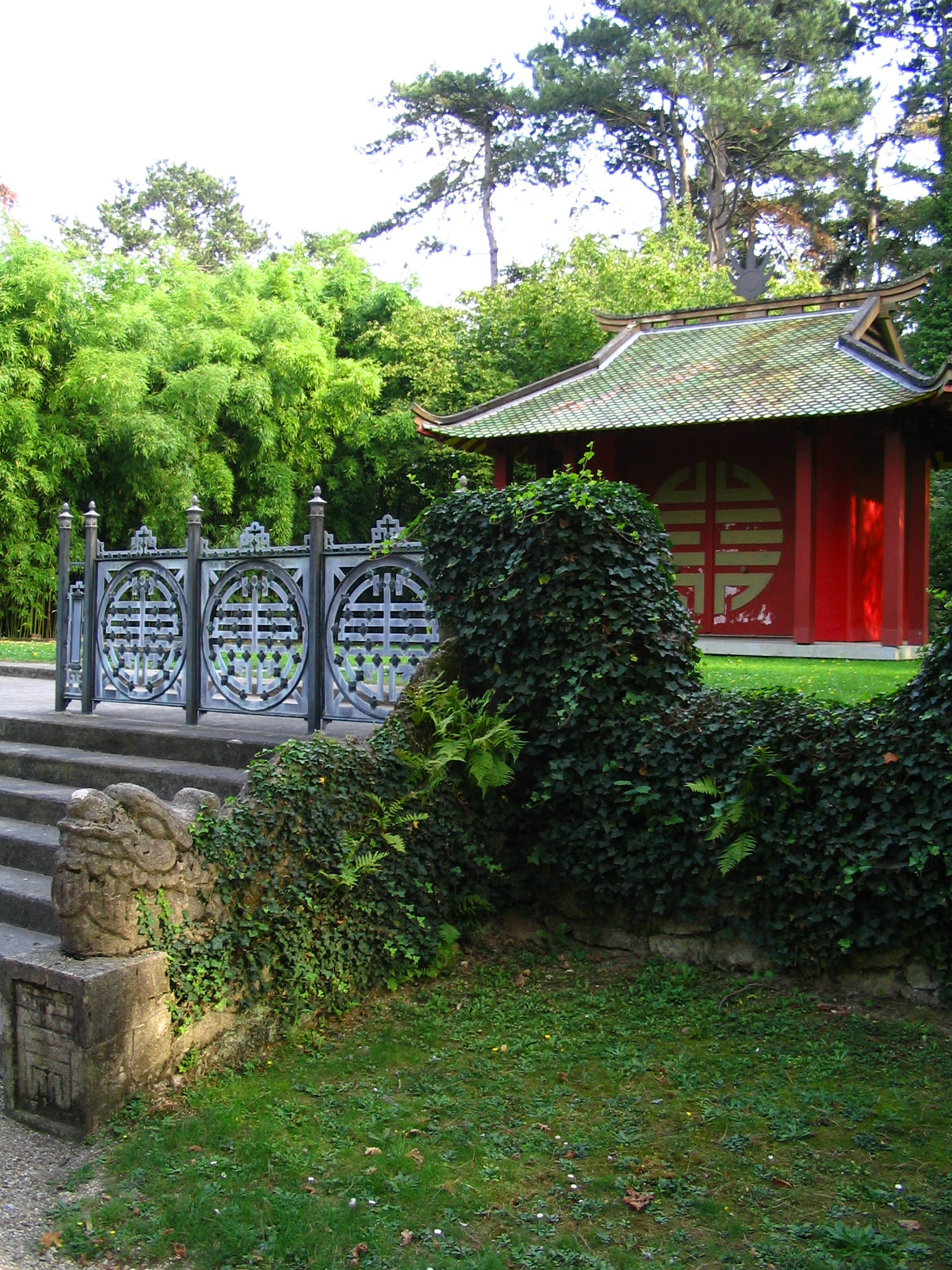
Le jardin d'agronomie tropicale de Paris, esplanade du Dinh.

- Tout comme le bois de Boulogne à l’ouest, le bois de Vincennes n’est pas considéré par le public comme faisant partie de Paris intra-muros, étant entièrement composé de terrains publics sans population permanente (mis à part quelques gardiens). Administrativement, il fait cependant bien partie du 12e arrondissement (quartiers de Picpus et du Bel-Air) et c’est la Mairie de Paris qui en assure l’entretien, les plantations et décide des concessions et établissements (la Ferme, l’école Du Breuil, la Cartoucherie, le parc zoologique de Paris — dit zoo de Vincennes —, géré par le Muséum national d'histoire naturelle, le parc floral, le centre UCPA, l'INSEP, des restaurants et bâtiments…).
- Son appartenance à Paris et sa mitoyenneté avec sept communes du Val-de-Marne engendre des conflits d’intérêts portant sur l’usage, la police ou l’entretien du bois. Malgré la pression des villes riveraines, la ville de Paris se refuse à une cogestion du domaine. Sur cette surface s’installent en effet des manifestations temporaires (Foire du Trône, cirques, etc.).

### Équipements

Bois de Vincennes.

Plusieurs installations utilisent l'espace du bois de Vincennes :
- le parc floral

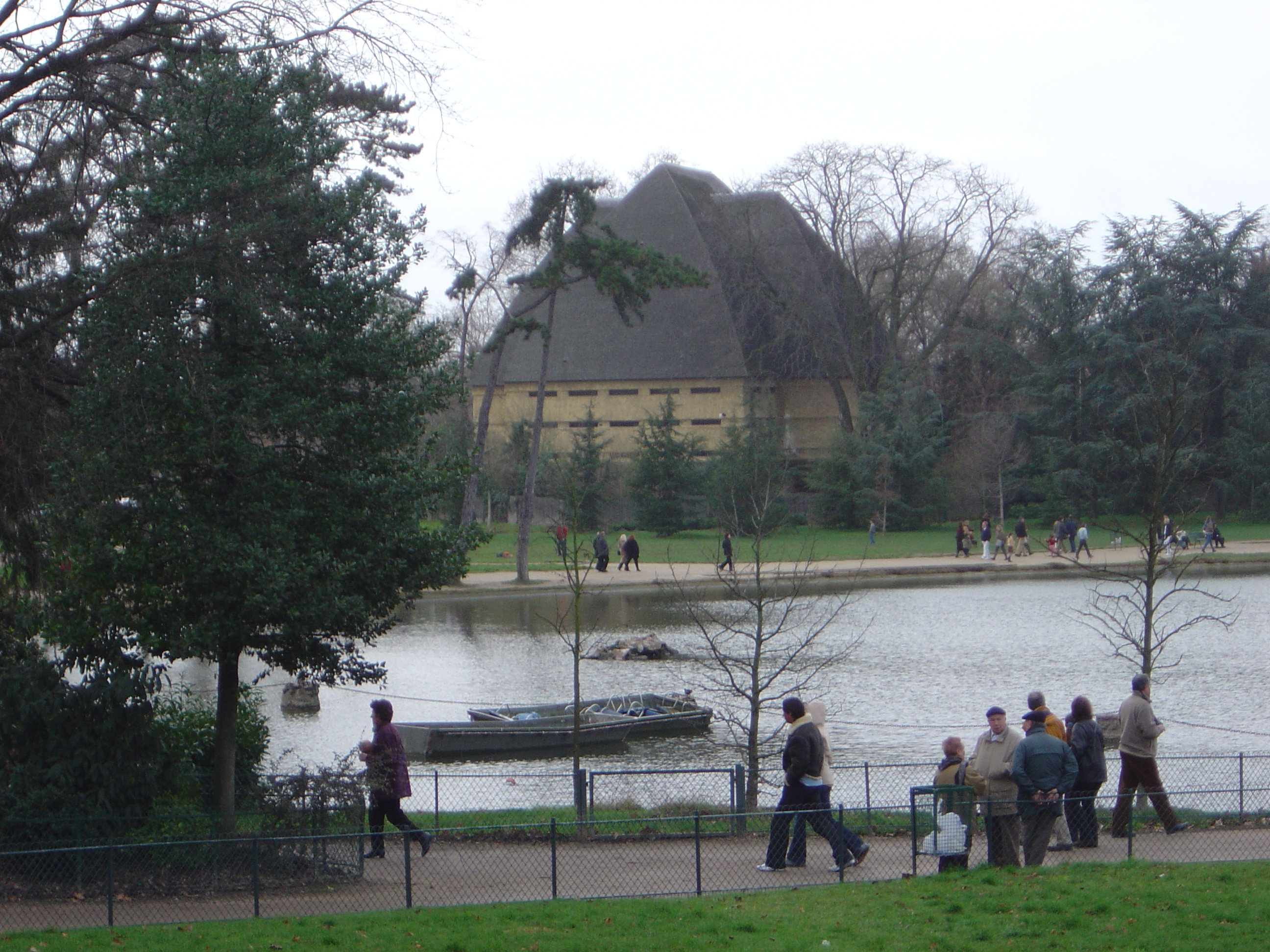
Le temple bouddhique de la pagode de Vincennes sur les bords du lac Daumesnil est l’un des pavillons de l’Exposition coloniale internationale de 1931.

- le parc zoologique de Paris (accès par la station de métro Porte Dorée)
- le champ de courses de l'hippodrome de Vincennes
- le château de Vincennes (accès par la station de métro Château de Vincennes)
- le fort de Vincennes, qui accueille divers organismes du ministère des Armées
- l’Institut national du sport, de l'expertise et de la performance (INSEP)
- le centre équestre Bayard-UCPA
- l’école Du Breuil
- la ferme de Paris
- le Jardin d'agronomie tropicale, créé pour l'Exposition coloniale de 1907 (accès par la gare de Nogent-sur-Marne)
- la redoute de Gravelle
- la redoute de la Faisanderie, aujourd’hui détruite
- la pagode de Vincennes, temple bouddhique sur les bords du lac Daumesnil, dans les anciens pavillons du Cameroun et du Togo de l'Exposition coloniale de 1931. Son enceinte comporte également le centre bouddhiste tibétain de Kagyu-Dzong (accès par la station de métro Porte Dorée)
- la Cartoucherie de Vincennes, regroupant huit théâtres ou ateliers de création artistique, dont le théâtre du Soleil d’Ariane Mnouchkine
- le centre universitaire de Vincennes dite « université de Vincennes », créée en 1969, à l'origine de l'université Paris-VIII transférée en 1980 à Saint-Denis (Seine-Saint-Denis) après avoir été rasé
- le vélodrome Jacques-Anquetil, dit la Cipale (accès par la station de métro Liberté)
- le quartier Carnot du régiment de cavalerie de la Garde républicaine
- le cimetière ancien de Charenton-le-Pont est situé sur une partie du territoire de cette commune rattaché administrativement à Paris en 1929.

Au printemps, le bois accueille également la foire du Trône sur la pelouse de Reuilly, située à sa limite ouest.

### Espace naturiste

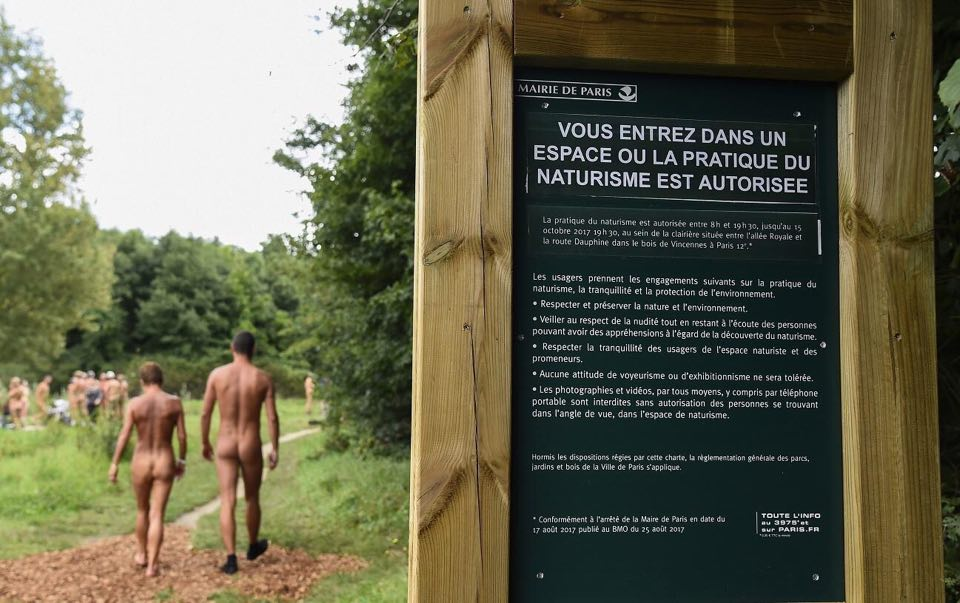
L'espace naturiste du bois de Vincennes.

Le 31 août 2017, un espace naturiste de 7 300 m2 est inauguré en présence de la mairie du 12e arrondissement de Paris et de l'Association des naturistes de Paris (ANP). L'espace naturiste du bois de Vincennes, implanté dans la clairière située entre la route Dauphine et l'allée Royale, est un endroit mixte, où tout le monde peut entrer. La nudité n'est pas obligatoire. Il n'y a aucune clôture mais seulement des panneaux d'information rappelant que la pratique du naturisme est autorisée. On peut également y lire une charte de bonne conduite ainsi qu'un arrêté municipal qui indique que les comportements de voyeurisme et d’exhibitionnisme sont interdits tout comme la prise de photos ou vidéos sans consentement. Il rappelle que le règlement des parcs et jardins de la ville Paris s’applique. Son article 8 précise que les activités et comportements de nature à porter atteinte à la tranquillité du lieu sont interdites, notamment la diffusion de musique. Règlement des parcs et jardins Paris
La nudité n’est autorisée que sur la pelouse de l’espace naturiste délimité par 5 panneaux. Le lieu ne comporte pas de poubelle, chacun doit rapporter ses déchets.
Pour le premier dimanche d'ouverture de ce lieu, l'ANP a organisé un grand pique-nique naturiste avec un cours de yoga nu et des jeux de ballons. Cet événement a attiré plus de 350 personnes. Le dimanche 24 septembre, un deuxième pique-nique a attiré 410 naturistes.

### Routes

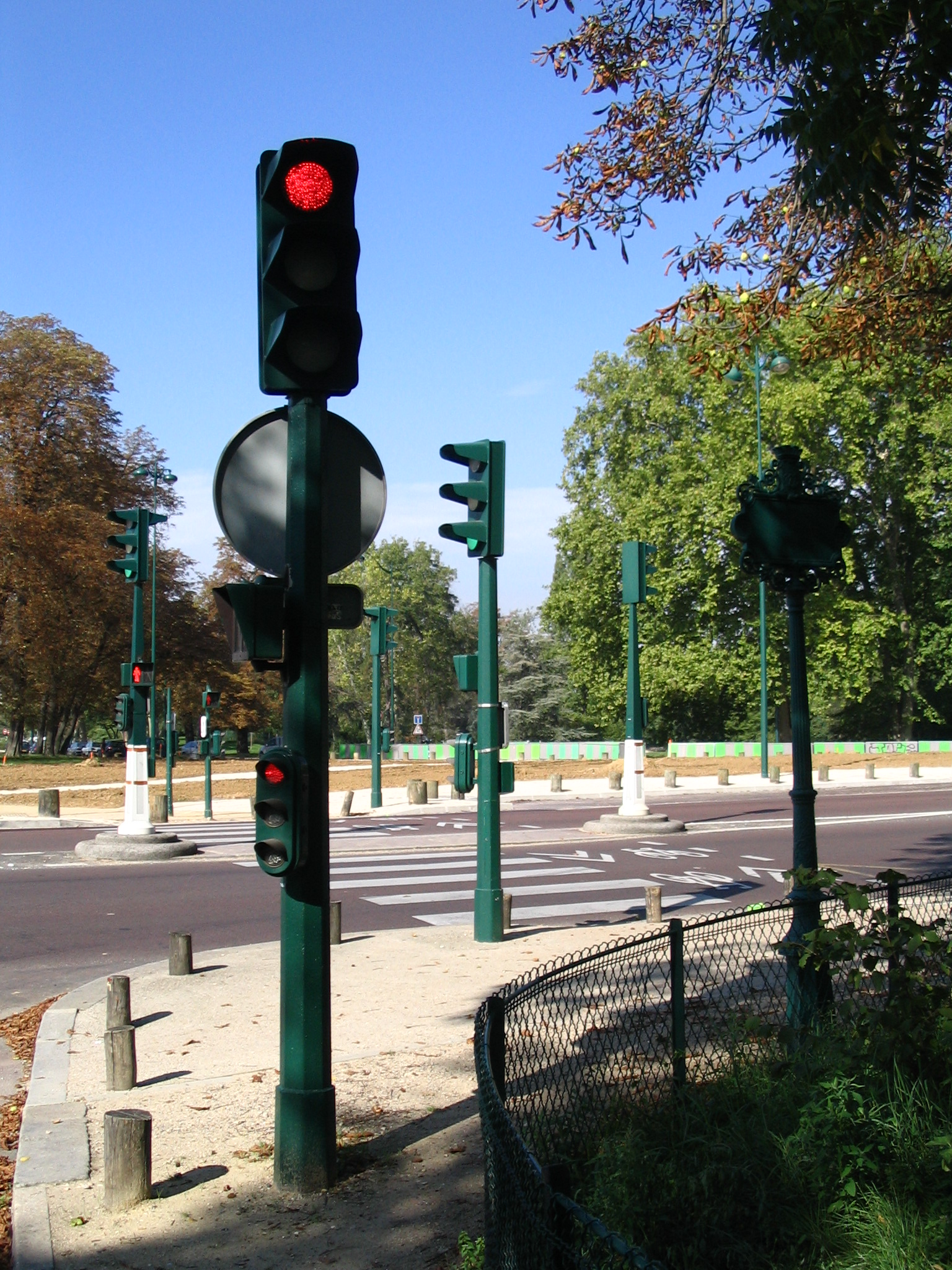
L'aménagement du carrefour de la Conservation en 2004 révèle la pression de la circulation automobile dans le bois.

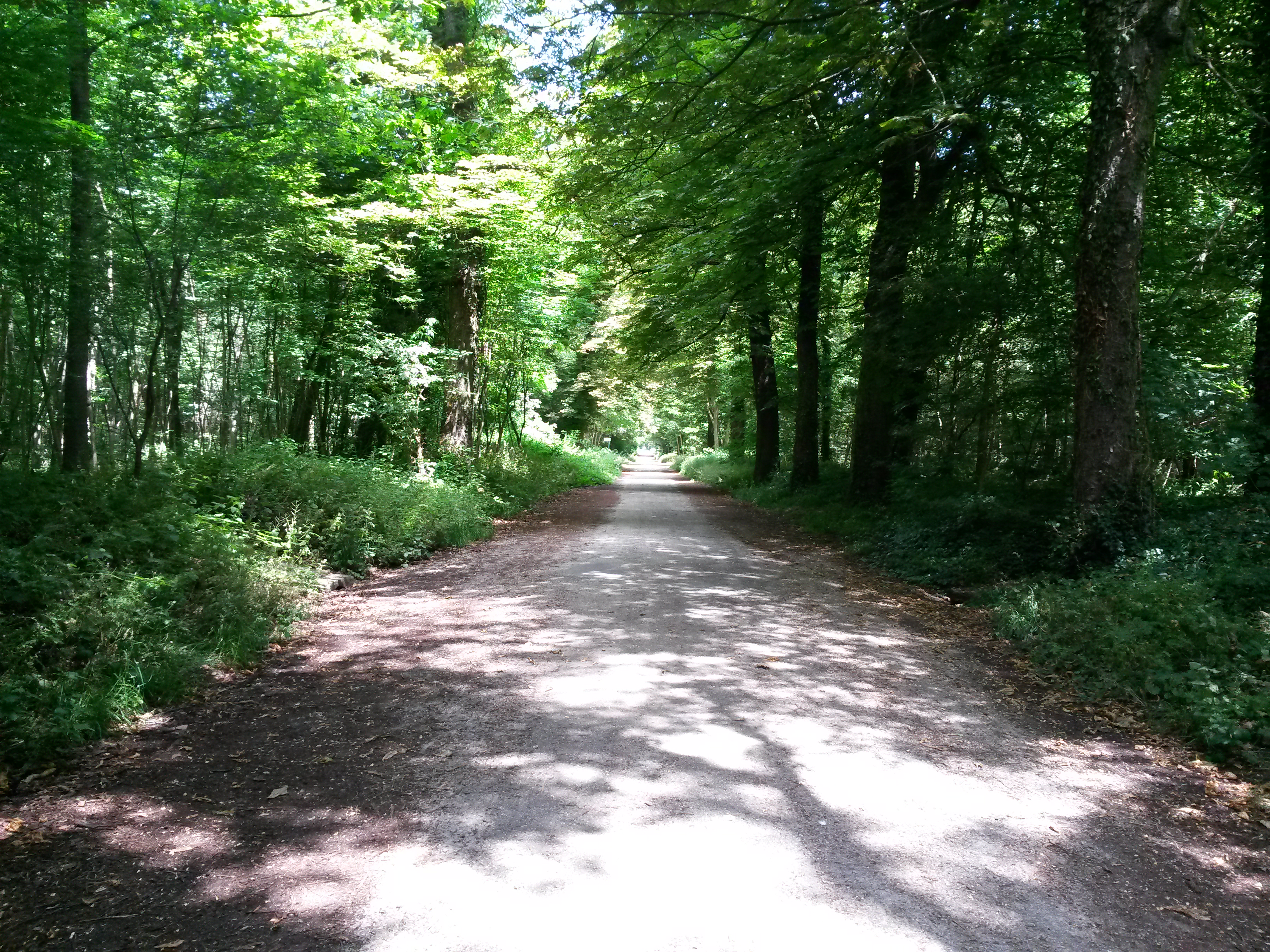
Vue estivale de la route Saint-Louis traversant le bois de Vincennes.

Le bois de Vincennes est traversé par plusieurs axes routiers. Durant les années 1990, plusieurs voies ont été rendues interdites aux véhicules motorisés et donc réservées aux piétons, cyclistes et cavaliers. À la suite de la tempête de décembre 1999, un nouvel ensemble de voies est fermé à la circulation pour des raisons de sécurité. Cette interdiction temporaire est par la suite devenue définitive, afin de pouvoir observer l'évolution de la nature à la suite de la tempête sans aucune intervention de l'homme.

### Transports en commun
Sept stations du métro sont situées à proximité des bords du bois de Vincennes. Au nord-ouest, la ligne 1 dessert les stations Saint-Mandé, Bérault et Château de Vincennes (son terminus) ; au sud-ouest, la ligne 8 s'arrête à Porte Dorée, Porte de Charenton, Liberté et Charenton - Écoles.
Sur le RER A, la gare de Vincennes se trouve à proximité du nord-ouest du bois. Qui plus est, la branche A2 longe le nord-est et l'est du bois de Vincennes et s'arrête aux gares de Fontenay-sous-Bois, Nogent-sur-Marne et Joinville-le-Pont.
Plusieurs lignes de bus traversent le bois ou longent son pourtour, comme les lignes 46, 77, 112, 114, 115, 118, 124, 180, 201, 210, 318 et 325 du réseau de bus RATP. Une navette autonome dessert le nord du bois, entre Vincennes et la porte Jaune via le parc floral. De plus, quelques stations Vélib' Métropole sont réparties le long des limites du bois.

## Lieu de prostitution

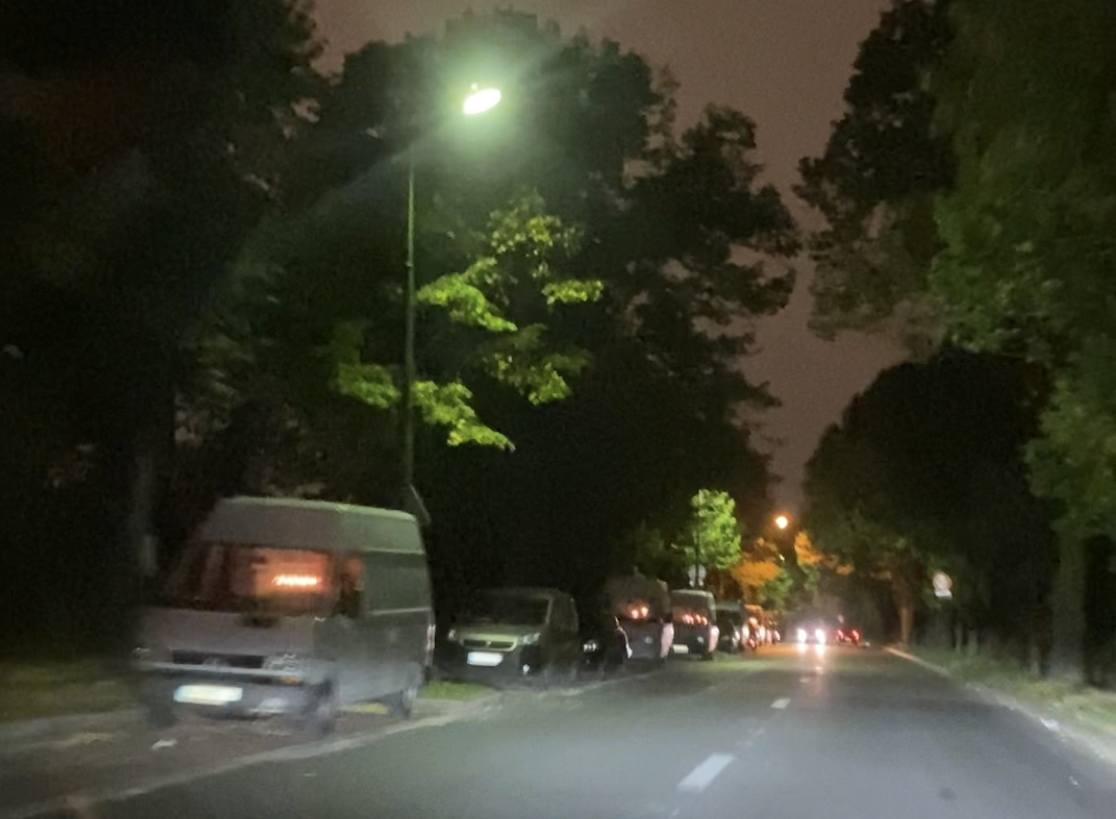
Les prostituées affichent leur disponibilité par des lampes disposées sous le pare-brise de leur véhicule.

Le bois de Vincennes est l'un des lieux de rencontre d'hommes gays et, par ailleurs, l'un des principaux lieux de la prostitution parisienne hétérosexuelle.
Dans le bois opèrent des réseaux de prostitution liés à la traite d'êtres humains d'Afrique de l'Ouest,. Selon le sénateur Christian Cambon, « cette exploitation […] suit le cheminement d'un nouveau commerce triangulaire, de l'Afrique de l'ouest à l'Europe, en passant par le Maghreb. Au départ du Nigeria, les victimes sont conduites en voiture ou en car en Libye passant ensuite par bateau en Italie ».
Situées pour la plupart le long de la route de la Pyramide, les prostituées accueillent les clients le long des trottoirs ou dans des camionnettes et signalent leur présence par des lumières disposées sous les pare-brises. Endettées de leur voyage jusqu'en Europe, elles remboursent leur proxénète. Elles font régulièrement l'objet d'agressions sexuelles ou physiques de la part de leurs clients.